# Ötezer magyar forint (bankjegy, 1990)
Az először 1990. július 31. dátummal nyomtatott ötezer forintos egy forgalomból kivont forintbankjegy. Az 1947-től kibocsátott forintbankjegy-sorozat legnagyobb címleteként került forgalomba 1991. március 25-én. Forgalomba hozatalát a rendszerváltás környékén megugró infláció indokolta, de a kitartó áremelkedés miatt ennek a bankjegynek is viszonylag gyorsan csökkent az értéke, ráadásul hamisítása is jelentős volt. Szerepét az új bankjegysorozat első tagjaként 1997-ben megjelenő tízezres vette át, végül – az új ötezres megjelenése után – 1999. július 26-i határidővel kivonták a forgalomból.

## Leírás
A bankjegy fehér színű, biztonsági szállal és UV-fényben fluoreszkáló rostokkal ellátott biztonsági papírra készült. Mérete 174 × 80 mm, amely megegyezik a sorozat ötszáz és ezerforintos címletéinek méretével.
A bankjegy előoldali alapnyomatának központjában a koronás magyar kiscímer helyezkedik el egy Guilloché-rozettán, illetve a bankjegyet függőlegesen átszelő Guilloché díszítésű sávon. Ezen kívül az alapnyomat kereten belüli részén mikroírással az értékjelzés ÖTEZER FORINT szerepel, A kereten kívül pedig díszítések és az értékjelzés számmal 5000. A bankjegy hangsúlyos része balra Friedrich Amerling Széchenyi Istvánt ábrázoló portréja alapján készült metszet, jobbra nagyméretű értékjelzés, valamint az ezeket keretező Guilloché ablakok és sávok (a felső sávban az értékjelzés számmal, az alsóban betűvel szerepel). A kereten belül az értékjelzés (ÖTEZER FORINT), az egy betűből és nyolc számból álló sorszám, a keltezés, a kibocsátó megnevezése (MAGYAR NEMZETI BANK), a Bank elnökének és két alelnökének hitelesítő aláírása, ismételten a sorszám, végül legalul a büntetési záradék (A BANKJEGYHAMISÍTÁST A TÖRVÉNY BÜNTETI!) szerepel. A díszítőkeret sávja alatt balra a portré alapjául szolgáló festmény alkotójának (FRIEDRICH AMERLING PINX.1), jobbra az előlap tervezőjének és metszőjének (VAGYÓCZKY KÁROLY DEL. ET SC.2) neve szerepel.
A bankjegy hátoldalának alapnyomata díszítésekből és az 5000 értékjelzésből áll, középen függőleges Guilloché-sávval. A hátoldal központi eleme a Magyar Tudományos Akadémia épületét ábrázoló metszet és az ennek keretet adó Guilloché sávok és rozetták az értékjelzésekkel. A bankjegy felső szélén az értékjelzés szerepel kétszer-kétszer számmal és betűvel, a bal felső sarokban az 5000 szám alatt Braille-írással szerepel az értékjelzés. A díszítőkeret sávja alatt balra a hátlap metszőjének (BOJTOS KÁROLY SC.3), jobbra a tervezőjének (VAGYÓCZKY KÁROLY DEL.4) neve szerepel.

## Biztonsági elemek
- metszetmélynyomtatás
- biztonsági szál
- mikroírás
- UV-fényben fluoreszkáló rostok
- UV-fényben fluoreszkáló sorszám

## Előállítás
A bankjegyet a Diósgyőri Papírgyárban gyártott biztonsági papírra nyomtatták a Pénzjegynyomdában. Az alapnyomat síknyomó eljárással, a hangsúlyos motívumok metszetmélynyomtatással készültek. Az előállított mennyiségről a jegybank nem közölt adatokat (ahogy más bankjegycímlet esetében sem).

## Hamisítás
Az ötezer forintos már a rendszerváltás után került forgalomba, biztonsági elemei viszont alig haladták meg a korábbi bankjegyekét, és továbbra is nélkülözött olyan alapvető elemeket, mint amilyen az évszázadok óta alkalmazott és könnyen ellenőrizhető vízjel; a korszerűtlenség különösen feltűnő volt a korabeli nyugat-európai bankjegyekhez viszonyítva. A jegybank ugyanis bízott a nyomdatechnikában (mindenekelőtt a csak államilag beszerezhető gépekkel végzett metszetmélynyomtatásban), ez azonban nem jelentett védelmet az 1990-es évektől könnyen hozzáférhető korszerű sokszorosító eljárásokkal szemben, melyekkel ha profi utánzatot nem is, de a lakosság megtévesztésére alkalmasat már lehetett készíteni.
Súlyosbította a helyzetet a „silkeborgi kontingens” néven elhíresült ügy. Egy magyarországi cég mintegy 15 tonnányi (akkor még nem engedélyköteles) biztonsági papírt importált egy német cégtől, melyet a határon feltűnően alacsony értéken vámoltak el. A gyanús szállítmányt a titkosszolgálat Budapestig követte, ott azonban 1995. december 22-én egy malőr folytán nyoma veszett. 1996 októberében a papír egy részét megtalálták, ekkor román zárjegy hamisítására irányuló előkészület jeleit is felfedezték. A papírt az ötezresek hamisításához is felhasználták, 1999-ben 30 000 darab hamisítvány készült, emiatt a tervezettnél előrébb hozták a kivonás dátumát. A papír alkalmas volt szlovák korona, svéd korona és euró hamisítására is. A szállítmány utolsó, nyolctonnás részét 2007. szeptember 5-én foglalták le.

## Változatok
A bankjegyet négyféle keltezéssel adták ki, amelyeken eltérőek az aláírások:
| Keltezés                               | Aláírások        | Aláírások        | Aláírások           | Katalógusszám | Katalógusszám | Katalógusszám |
| Keltezés                               | Alelnök          | Elnök            | Alelnök             | Pick          | L–N           | Adamo         |
| -------------------------------------- | ---------------- | ---------------- | ------------------- | ------------- | ------------- | ------------- |
| BUDAPEST, 1990. ÉVI JÚLIUS HÓ 31-ÉN    | TARAFÁS [Imre]   | SURÁNYI [György] | BÓDY [László]       | 177a          |               |               |
| BUDAPEST, 1992. ÉVI OKTÓBER HÓ 30-ÁN   | BÓDY [László]    | BOD [Péter Ákos] | HÁRSHEGYI [Frigyes] | 177b          |               |               |
| BUDAPEST, 1993. ÉVI DECEMBER HÓ 16-ÁN  | NAGY SÁNDOR      | BOD [Péter Ákos] | HÁRSHEGYI [Frigyes] | 177c          |               |               |
| BUDAPEST, 1995. ÉVI AUGUSZTUS HÓ 31-ÉN | CZIRJÁK [Sándor] | SURÁNYI [György] | HÁRSHEGYI [Frigyes] | 177d          |               |               |